# Huang Xingguo
Huang Xingguo (chinois simplifié : 黄兴国 ; chinois traditionnel : 黃興國 ; pinyin : Huáng Xīngguó ; né en octobre 1954) était le maire de Tianjin, et, entre 2015 et 2016, le secrétaire du Parti par intérim de la ville. Huang est originaire de la province du Zhejiang, et a précédemment été chef du Parti de Ningbo, et Taizhou. En 2016, il a fait l'objet d'une enquête de la Commission centrale d'inspection de la discipline et a ensuite été exclu du Parti communiste chinois pour avoir enfreint les règles du parti. Il a été condamné à 12 ans de prison après avoir été reconnu coupable de corruption.

## Débuts
Né en octobre 1954 dans le comté de Xiangshan, dans la province de Zhejiang, et a rejoint le Parti communiste chinois en 1973. Entre 1983 et 1987, Huang a été chef du parti dans le comté. Il s'est rendu à Taizhou en juillet 1987, où il a pris les fonctions de chef adjoint du parti et de commissaire de préfecture. Pendant son mandat, il a plaidé pour que Taizhou devienne une « ville de niveau préfecture » et Huang a obtenu le titre de « maire ». L'économie de Taizhou s'est développée rapidement pendant le mandat de Huang. Elle devient rapidement l'une des villes les plus riches du delta du fleuve Yangtze.
Il est nommé secrétaire général du gouvernement provincial du Zhejiang. En janvier 1998, il est nommé vice-gouverneur de la province, puis devient chef du parti de la ville de Ningbo. Au cours de cette période, il a également intégré les rangs de la direction provinciale du parti, en siégeant au comité permanent du parti local, travaillant directement sous la direction du secrétaire du parti du Zhejiang de l'époque, Zhang Dejiang, puis, en 2002, sous la direction de Xi Jinping. C'est sous ce dernier qu'il est devenu secrétaire général du parti. En novembre 2003, Huang a été transféré dans la ville côtière de Tianjin en tant que vice-maire.

## A la tête de Tianjin
En novembre 2003, Huang est devenu vice-maire exécutif de Tianjin, chargé de superviser l'économie et la collecte de statistiques. Durant son mandat de vice-maire, il est connu pour sa coopération avec les autres départements de la ville. En décembre 2007, il est nommé maire par intérim et est confirmé quelques mois plus tard par l'assemblée populaire municipale, en remplacement de Dai Xianglong. En 2009, Huang a supervisé la transformation des districts de la région de Binhai en la nouvelle zone de Binhai. En décembre 2014, Huang, après avoir été maire pendant sept ans, est devenu chef intérimaire du parti à Tianjin, en remplacement de Sun Chunlan, qui a été muté à la tête du département du travail du Front uni à Pékin. Cependant, Huang n'a pas été confirmé comme chef officiel du parti pour des raisons inconnues.
Sous Huang, le 21 avril 2015, la première zone expérimentale de libre-échange de Tianjin a été ouverte. Au début de la campagne anti-corruption de Xi Jinping, le procès de Zhou Yongkang, le plus haut responsable à être jugé depuis la Révolution culturelle, a également eu lieu à Tianjin entre avril et mai 2015. Les explosions de 2015 à Tianjin, des explosions de 2 400 tonnes de produits toxiques dont 700 tonnes de cyanure de sodium, causant 173 morts et près de 800 blessés, ont eu lieu pendant le mandat de Huang. Quelques jours après l'explosion, Huang a été nommé à la tête du comité de réponse. Il a déclaré aux journalistes qu'il « assumait la responsabilité inéluctable » de l'incident.
Il figurait parmi les finalistes du prix World Mayor 2010.

## Chute

### Enquête
Le 10 septembre 2016, la Commission centrale d'inspection disciplinaire a annoncé que Huang faisait l'objet d'une enquête pour « violations graves des règlements ». Cette annonce a choqué les observateurs politiques, car Huang avait conservé une réputation positive tout au long de sa carrière et n'était pas connu pour être sujet à une quelconque controverse. En outre, Huang avait été désigné par certains observateurs comme un allié politique de Xi Jinping. Sur des images de la télévision d'État, Huang a déclaré que lorsque les agents de la CCID sont venus à Tianjin pour un « second regard “ (huitoukan) sur les progrès de la ville dans la lutte contre la corruption, il pensait qu'il s'agissait d'un exercice de routine. En fait, les problèmes de Huang semblent avoir commencé bien avant - lors de l'inspection en 2014 de l'organisation du parti de la ville par des équipes d'inspection centrales, et le ” second regard “ a confirmé la gravité des ” problèmes politiques et économiques ».
Les autorités d'inspection ont déclarée que Huang n'avait pas adopté une position politique correcte sur des questions majeures, adhérant superficiellement aux politiques des autorités centrales du parti, mais prenant en réalité une direction différente. Sur certaines questions, il aurait modifié de manière substantielle des politiques majeures décidées par les autorités centrales du parti. En outre, il aurait perpétué une culture de copinage, faisant confiance et faisant preuve de favoritisme à l'égard des personnes originaires de sa province.
La révocation de Huang des postes de maire et de chef intérimaire du parti a rendu vacants le pouvoir de la ville pour la première fois depuis la fin de la révolution culturelle. Immédiatement après l'annonce, le chef adjoint du parti de Tianjin, Wang Dongfeng, a convoqué l'organisation locale du parti pour déclarer sa fidélité à la décision et faire d'autres déclarations politiques obligatoires afin de stabiliser la situation. Huang est le premier maire en exercice d'une municipalité sous contrôle direct à faire l'objet d'une enquête de la CCID depuis le 18e Congrès du parti. Wang Dongfeng reprendra finalement le poste de maire, tandis que Li Hongzhong assumera le poste de secrétaire du parti de Tianjin à titre officiel en septembre.

### Procès
À l'issue de l'enquête interne, le parti a dressé une liste d'infractions à l'encontre de Huang, l'accusant d'avoir « violé la discipline et les règles politiques, banalisé les directives du gouvernement central, sapé l'unité du parti, adhéré du bout des lèvres à la politique du parti sans y adhérer réellement », entravé l'enquête sur ses propres actes répréhensibles, aidé de manière inappropriée des associés dans le processus d'évaluation des promotions, laissé son fils profiter de sa position pour obtenir des gains économiques, et n'avoir pas effectué une « supervision appropriée de son personnel ». Le parti a déclaré que le « comportement flagrant de Huang a eu une très mauvaise influence » sur son entourage et a « empoisonné l'environnement politique de Tianjin ». Huang a été sommairement exclu du Parti communiste le 4 janvier 2017 et envoyé aux autorités judiciaires pour traitement.
Le 25 septembre 2017, Huang a été reconnu coupable de corruption par le tribunal intermédiaire populaire de Shijiazhuang et condamné à 12 ans de prison. Il a été condamné à 12 ans de prison et à une amende de 3 millions de yuans. Les documents judiciaires ont montré qu'il avait accepté des pots-de-vin d'un montant de quelque 40,03 millions de yuans, à partir de son mandat de chef du parti à Taizhou. Le tribunal a noté l'attitude coopérative de Huang au cours de la procédure judiciaire.